# Цитранаксантин
Цитранаксантинът е естествен каротиноид.
Среща се в природата, но в хранително-вкусовата промишленост се използва повече синтетичен. Цитранаксантинът е оцветител с жълт цвят, познат като E161i.